# Frédéric Weis
Frédéric Weis (ur. 22 czerwca 1977 w Thionville) – francuski koszykarz, występujący na pozycji środkowego, reprezentant kraju, olimpijczyk.

## Osiągnięcia
Na podstawie, o ile nie zaznaczono inaczej.

### Drużynowe
- Mistrz Francji (2000)
- Wicemistrz:
  - Hiszpanii (2022)
  - Francji (1998)
  - II ligi francuskiej LNB Pro B (2010)
- Zdobywca:
  - pucharu:
    - Koracia (2000, 2001)
    - Francji (2000)
- 2. miejsce w Superpucharze Hiszpanii (2007)

### Indywidualne
- Najlepszy młody zawodnik LNB Pro A (1997, 1999)
- Obrońca roku ligi hiszpańskiej ACB (2001 według magazynu Gigantes del Basket)
- Uczestnik meczu gwiazd ligi francuskiej (1997–2000)

### Reprezentacja
Seniorów
- Wicemistrz olimpijski (2000)[4]
- Brązowy medalista:
  - mistrzostw Europy (2005)
  - Kontynentalnego Pucharu Mistrzów Stankovicia (2006)
- Uczestnik:
  - mistrzostw:
    - świata (2006 – 5. miejsce)
    - Europy (1999 – 4. miejsce, 2001 – 6. miejsce, 2005, 2007 – 8. miejsce)

  - kwalifikacji do Eurobasketu (1997, 2003)

Młodzieżowe
- Uczestnik:
  - mistrzostw:
    - świata U–19 (1995 – 8. miejsce)
    - Europy:
      - U–22 (1996 – 11. miejsce)
      - U–18 (1994 – 5. miejsce)

  - kwalifikacji do mistrzostw Europy U–22 (1996)